# Usáma Havsáví
Usáma Havsáví (arabsky أسامة هوساوي‎; * 31. března 1984) je bývalý saúdskoarabský fotbalový obránce.

## Klubová kariéra

### Al Wehda
Svoji profesionální kariéru začal v klubu Al Wehda. Velice rychle se probojoval do A-týmu, kde ho trenér pravidelně nasazoval.

### Al Hilal
V Al Wehdě se mu velice dařilo, a tak v roce 2008 přestoupil do Al Hilal FC. V Al Hilalu se po pár letech stal kapitánem klubu. S mužstvem vyhrál 3 ligové tituly Saudi Pro League.

### Anderlecht
V dubnu 2012 přestoupil do belgického Anderlechtu, kde podepsal dvouletou smlouvu. Usáma se tehdy stal jediným reprezentantem Saúdské Arábie v některém evropském klubu. V Anderlechtu si zahrál pouze jeden ligový zápas (25. srpen 2012 – RSC Anderlecht vs. OH Leuven 1:1).

### Al Ahli
V listopadu 2012 přestoupil za 1,5 milionu € do Al Ahli.

### Al Hilal (návrat)
V létě 2016 se vrátil zpět do klubu Al Hilal FC.

### Al Wehda (návrat)
Dne 23. srpna 2018 podepsal Havsáví kontrakt s klubem Al Wehda, ve kterém začínal kariéru, zdarma po vypršení jeho smlouvy.

### Konec kariéry
Dne 26. prosince 2018 Havsáví oznámil na svém osobním twitterovém účtu odchod do fotbalového důchodu.

## Reprezentační kariéra
Od roku 2006 nastupoval za saúdskoarabskou reprezentaci. V roce 2007 se účastnil Mistrovství Asie.
29. května 2010 vstřelil gól z rohového kopu proti Španělsku a tím dostal svůj tým do vedení 1:0.
V červnu 2018 byl zařazen do týmu Saúdské Arábie na Mistrovství světa ve fotbale 2018 v Rusku, kde vedl svůj tým jako kapitán ve všech třech zápasech.